# Rádio Penny live
Rádio Penny live je první českou rozhlasovou stanicí vysílající pouze pro zákazníky v diskontu a podporující jejich nakupování. Rádio vysílá pro české Penny Markety z Vídně a má 5 moderátorů včetně šéfredaktora, kterým je Aleš Winkler.

## Program rádia
Vysílací čas rádia je denně mezi 5.30 a 19.00, z toho do 7.00 běží ranní show pro zaměstnance, která je má podle šéfredaktora nastartovat na celý den, zlepšit jim náladu a předat interní informace. Od 7.00 potom rádio vysílá s důrazem na zákazníky zprávy, počasí, tipy na vaření a zejména informace o slevách z letáku. Největší část vysílání je tvořená hudbou, která má v zákaznících vyvolávat pohodu a tím i zvýšit možnost, že zákazník více nakoupí. Hudbu vybírá specialista hudební redakce pro české Penny Markety. V repertoáru je 3000 písní z velkých českých hudebních vydavatelství včetně novinek, což je asi pět až šestkrát více, než u běžných rádií; jeho účelem je, aby se písničky rychle neohrály a zůstaly příjemné k poslechu. Česká tvorba tvoří asi 40 procent. Rádio denně slyší asi 400 tisíc zákazníků Penny Marketu.

## Moderátoři
Radek Bortlík – předchozí působiště: Rádio Kiss Hády, ČRo Brno
Lucie Hostačná – předchozí působiště: Radio Petrov, ČRo Brno
Luboš Jeřábek – předchozí působiště: Rádio Čas Dyje